# Octante (geometria espacial)
Um octante em geometria espacial é uma das oito divisões de um sistema de coordenadas tridimensional euclidiano definido pelos sinais das coordenadas. O conceito é semelhante ao de quadrante do caso bidimensional e ao de semirreta unidimensional.
A generalização de um octante é chamada de ortante.

Três planos axiais (x=0, y=0 e z=0) dividem o espaço em oito domínios octantes igual, cada um com um vetor de coordenadas entre (-, -, -) e (+,+,+).

## Nomenclatura e numeração

Para z > 0, os octantes têm os mesmos números correspondentes aos quadrantes do plano.

Uma convenção de nomeação para os octantes é fornecer a lista dos seus sinais, e.g. ( + - - ) ou ( - + - ). O octante ( + + + ) às vezes é chamado de primeiro octante, apesar de não estarem definidas descrições ordinais semelhantes para os outros sete octantes. As vantagens de utilizar a notação ( + - - ) notação são a ausência de ambiguidade, e a sua extensibilidade para dimensões maiores. 
| Número | Nome                        | x | y | z | Octal (+=0,zyx) | Octal (+=1,zyx) |
| ------ | --------------------------- | - | - | - | --------------- | --------------- |
| I      | superior-frontal-direito    | + | + | + | 0               | 7               |
| II     | superior-posterior-direito  | − | + | + | 1               | 6               |
| III    | superior-posterior-esquerdo | − | − | + | 3               | 4               |
| IV     | superior-frontal-esquerdo   | + | − | + | 2               | 5               |
| V      | inferior-frontal-direito    | + | + | − | 4               | 3               |
| VI     | inferior-posterior-direito  | − | + | − | 5               | 2               |
| VII    | inferior-posterior-esquerdo | − | − | − | 7               | 0               |
| VIII   | inferior-frontal-esquerdo   | + | − | − | 6               | 1               |